# 大沢基隆
大沢 基隆 （おおさわ もとたか）は、江戸時代中期の高家旗本。遠江国堀江領主。官位は従四位下・侍従、右衛門督。

## 生涯
大沢基明の子として誕生した。母は本庄宗資の娘。大沢基恒の養子となる。
元禄10年（1697年）7月11日、養父の没後家督を継ぐ。8月28日に5代将軍・徳川綱吉に拝謁する。元禄15年（1702年）12月18日、従五位下侍従に叙任、右衛門督を兼ね、奥高家となる。宝永2年（1705年）3月23日、遠江豊田、山名、敷智三郡内高塚村など7村、1000石を加増された。宝永5年（1708年）11月23日、江戸城西の丸の御側高家となり、宝永6年（1709年）4月15日、従四位下に昇進した。
正徳2年（1712年）10月7日、織田信門と共に諸事を勤める。しかし正徳3年（1713年）6月、不行跡とのことで、免職の上出仕を留められ、雉子橋にあった邸も没収、寄合に落とされたが、同年10月3日に許され元の地位に復した。享保15年（1730年）、42歳で没した。